# Milena Müllerová
Milena Müllerová, née le 9 juin 1923 à Babice (Tchécoslovaquie) et morte le 15 décembre 2009, est une gymnaste artistique tchécoslovaque. 

## Biographie
Aux Jeux olympiques de 1948 à Londres, elle remporte la médaille d'or en concours général par équipes.